# Scriblerus Club

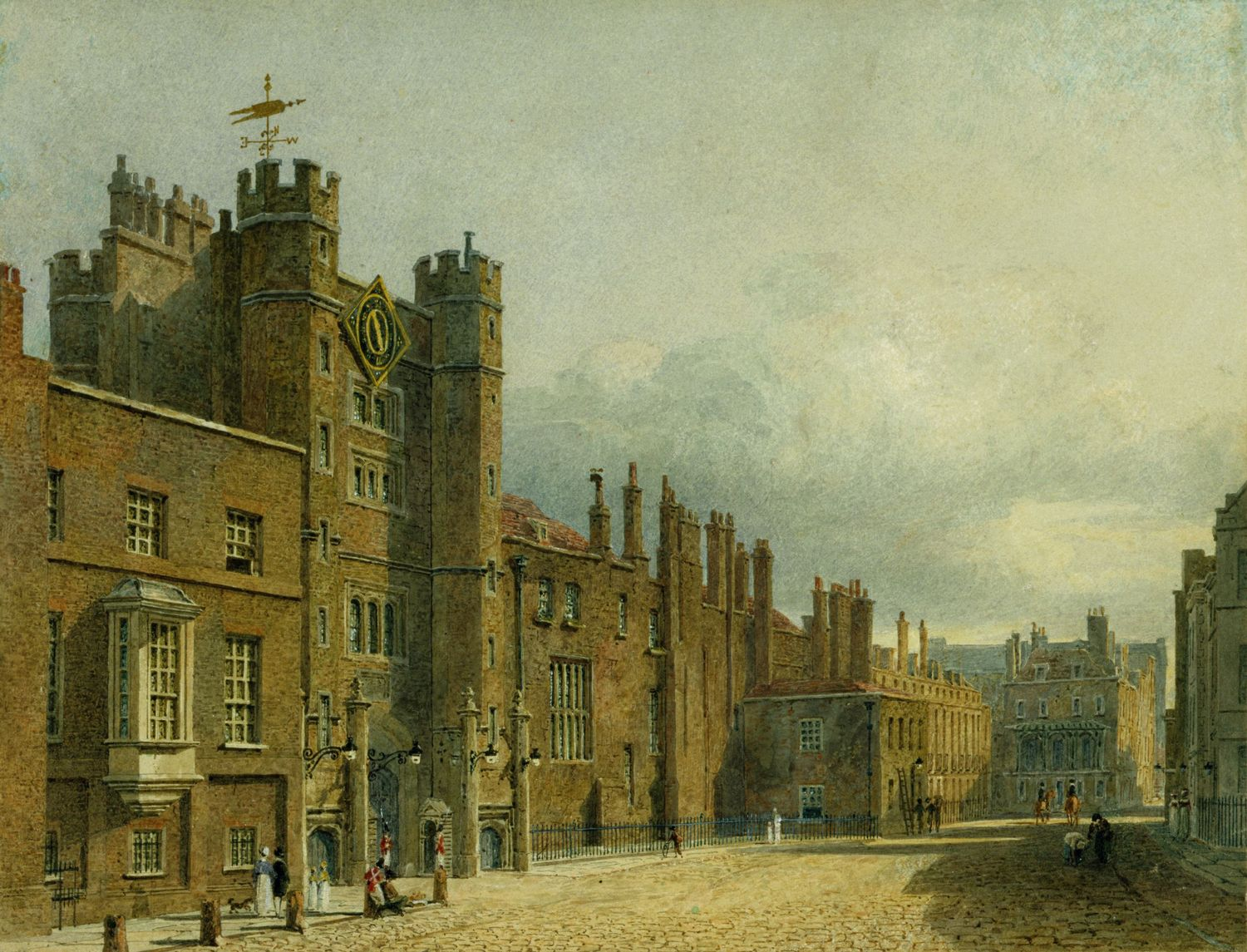
Siège du club, le Palais Saint James.

Le Scriblerus Club était un groupe littéraire informel fondé en 1712 auquel appartenaient Jonathan Swift, Alexander Pope, John Gay, John Arbuthnot, Henry St.John et Thomas Parnell. Robert Harley y prit part à l'occasion, mais il ne semble pas avoir eu d'influence dans l'œuvre littéraire des auteurs déjà cités. Le club fut créé dans le but de faire la satire des excès de l'érudition, ce qui donna lieu à l'écriture des Mémoires de Martinus Scriblerus (du mot anglais scribbler, « gribouilleur », « plumitif »), qui furent sans doute principalement écrits par Arbuthnot lui-même. Le club ferma en 1745.
Martinus Scriblerus est donc un auteur fictif dont les membres du club étaient libres d'utiliser le nom pour publier ce qu'ils voulaient, seul ou à plusieurs mains. Conçu par Arbuthnot et achevé en 1728 par Pope, Peri Bathos ou l'Anti-Sublime, c'est-à-dire l'art de ramper en poésie, est un traité plein d'ironie qui fait mine de railler l'aspiration au sublime et s'apparente à un anti-manuel de l'art d'écrire, pour stigmatiser des travers de style ou de bassesse morale.
Dans la deuxième édition de La Dunciade de Pope, on trouve également des œuvres attribuées à Martin Scriblerus.
Richard Owen Cambridge a écrit un poème épique parodique, La Scribleriade, dont le héros s'appelle Martinus Scriblerus.